# Phare avant de Brighton Beach
Le phare avant de Brighton Beach (en anglais : Brighton Beach Range Front Light) est un phare d'alignement situé sur la North River à l'ouest de Charlottetown dans le Comté de Queens (Province de l'Île-du-Prince-Édouard), au Canada. Il fonctionne conjointement avec le phare arrière de Brighton Beach.
Ce phare est géré par la Garde côtière canadienne .
Ce phare patrimonial  est répertorié par la loi sur la protection des phares patrimoniaux (en)  en date du 23 mai 2013.

## Histoire
Une paire de feux d'alignement a été réalisée en 1890 sur la zone de Brighton Beach à l'ouest de Charlottetown, sur la rive est de North River. Ils étaient, dans les deux premières années, des lanternes hissées sur des mâts. En 1892, deux tours pyramidales en bois ont été construites pour les remplacer.
Le phare avant a été réparé après les dégâts occasionnés par une tempête en 2000.

## Description
Le phare est une tour pyramidale en bois de 11,5 m de haut, avec une galerie et une lanterne rouge. La face avant de la tour est peinte en blanc, avec une rayure verticale noire sur la ligne de gamme et les trois autres faces sont blanches. Il émet, à une hauteur focale de 12 m, un feu jaune continue blanc toutes les 5 secondes. Sa portée nominale est de 13 milles nautiques (environ 24 km).
Identifiant : ARLHS : CAN-126 - Amirauté : H-1012 - NGA : 8240 - CCG : 0994 .
|                            |
| Brighton Beach Range Front |

### Lien connexe
- Liste des phares de l'Île-du-Prince-Édouard